# Sarganoidea
De Sarganoidea zijn een superfamilie van uitgestorven weekdieren uit de klasse van de Gastropoda (slakken).

## Taxonomie
De volgende families zijn bij de superfamilie ingedeeld:
- Pyropsidae Stephenson, 1941 †
- Sarganidae Stephenson, 1923 †
- Volutodermatidae Pilsbry & Olsson, 1954 †